# Бегли, Томас
Томас Бегли (англ. Thomas Begley; 10 ноября 1970, Белфаст — 23 октября 1993, там же) — волонтёр Временной Ирландской республиканской армии.

## Биография
Родился в северном Белфасте, в националистическом квартале Ардойн. Поддерживал ирландских республиканцев и в принципе был ярым антимонархистом. В январе 1993 года вступил во «временное» крыло ИРА, в Белфастскую бригаду и был отмечен командирами за боевой дух, ярость и высокую обучаемость: он разбирался в технике не хуже опытных членов бригады. Бегли участвовал в покушении на солдата Королевского ирландского полка Стивена Уоллера 30 декабря 1992: в результате нападения на дом в Белфасте был убит Уоллер, но его жена распознала Бегли.
23 октября 1993 Бегли и несколько человек из его отряда активной службы получили данные от разведки: в тот день лидеры ольстерских лоялистских группировок (в том числе руководство Ассоциации обороны Ольстера и Джонни Эдер, лидер Ольстерских бойцов за свободу) назначили встречу в квартире над рыбным магазином Фриццелла на Шэнкилл-Роуд. Три волонтёра из родного города Бегли угнали синий Ford Escort и подъехали к рыбному магазину. Бегли и Шон Келли, одетые в белую униформу разносчиков, вошли в магазин, неся бомбу. Однако бомба взорвалась раньше времени: Бегли был убит на месте, от взрыва погибли член Ассоциации обороны Ольстера Майкл Моррисон и ещё восемь гражданских лиц, в том числе двое детей. Расследование установило, что Бегли собирался взорвать бомбу массой пять фунтов, которая срабатывала спустя 11 секунд после приведения в боевую готовность. Под суд в итоге попал Шон Келли.

## Похороны
Похороны Бегли состоялись в северном Белфасте и не обошлись без стрельбы: член ИРА Эдди Коуплэнд получил серьёзные ранения после того, как в него выстрелил солдат Британской армии (тот стрелял по толпе скорбящих). 27-летний рядовой Эндрю Кларк из Мерсисайда был признан виновным и приговорён к 10 годам лишения свободы за убийство. Гроб Бегли нёс лично Джерри Адамс, лидер Шинн Фейн.

## Последствия
После смерти и похорон Томаса Бегли снова произошёл всплеск насилия в Северной Ирландии: ольстерские лоялисты пригрозили Джону Хьюму, Джерри Адамсу и электорату националистов расправой. Спустя 12 часов после теракта был убит 22-летний католик, в течение недели ещё пять человек погибло от рук лоялистов.
В 2001 году лоялисты и унионисты из округа Гленбрин провели акцию памяти погибших в 8-ю годовщину теракта, неся фотографии погибших и плакаты с надписью «Путь позора» (англ. Walk of Shame). На акции полиция охраняла девочек и их родителей на пути от Ардойн-Роуд до школы Святого Креста.
В свою очередь, националисты изобразили граффити на стене дома на Ардойн-Авеню в память погибших волонтёров ИРА, в том числе и Бегли. Граффити появились напротив дома Бегли. В 20-ю годовщину теракта в Северном Белфасте появилась мемориальная дощечка с именем Бегли.